# Cử tạ tại Đại hội Thể thao Đông Nam Á 2001
Cử tạ tại Đại hội Thể thao Đông Nam Á năm 2001 được tổ chức từ ngày 11 đến 14 tháng 9 năm 2001 tại Johor Jaya Multi‑Purpose Hall, bang Johor, Malaysia.
Chương trình thi đấu môn cử tạ bao gồm các hạng cân tiêu chuẩn của nam và nữ, cụ thể như sau:
- Nam: 56 kg, 62 kg, 69 kg, 77 kg, 85 kg, 94 kg, 105 kg, +105 kg
- Nữ: 48 kg, 53 kg, 58 kg, 63 kg, 69 kg

Mỗi vận động viên thi hai lượt cử (cử giật và cử đẩy); tổng thành tích quyết định thứ hạng. Đoàn thể thao Indonesia và Myanmar thống trị môn cử tạ với số huy chương lần lượt là 5 và 4.

## Tóm tắt kết quả

### Nam
| Hạng cân    | Vàng                            | Bạc                               | Đồng                                |
| ----------- | ------------------------------- | --------------------------------- | ----------------------------------- |
| 56 kg       | Jadi Setiadi · Indonesia        | Amirul Hamizan Ibrahim · Malaysia | Maribo Chehtae · Thái Lan           |
| 62 kg       | Chom Singnoi · Thái Lan^        | Nusiyanto · Indonesia             | Nguyễn Mạnh Thắng · Việt Nam        |
| 69 kg       | Misdan Yunip · Indonesia        | Suriya Dattuyawat · Thái Lan      | Muhammad Hidayat Hamidon · Malaysia |
| 77 kg       | Erwin Abdullah · Indonesia      | Sunti Yonjaitun · Thái Lan        | Ahmad Fazlan Ghazali · Malaysia     |
| 85 kg       | Yudi Suhartono · Indonesia      | Nguyễn Quốc Thành · Việt Nam      | Lưu Văn Thắng · Việt Nam            |
| 94 kg       | Edmund Yeo · Malaysia           | Narongsak Panyaake · Thái Lan     | Nicoias O.Jaluag · Philippines      |
| 105 kg      | Therdkhiat Puekkasem · Thái Lan | Junaedi · Indonesia               | Jerry Nonong · Malaysia             |
| Over 105 kg | Nopadol Wanwang · Thái Lan      | Joko Hanggono · Indonesia         | Alvin D. Delas Santos · Philippines |

- ^ Vận động viên Gustar Junianto của Indonesia đã giành huy chương vàng ở nội dung cử tạ nam hạng cân 62 kg tại Đại hội Thể thao Đông Nam Á năm 2001, tuy nhiên sau đó bị tước huy chương do không vượt qua kiểm tra doping.[2][3]

### Nữ
| Hạng cân | Vàng                       | Bạc                             | Đồng                          |
| -------- | -------------------------- | ------------------------------- | ----------------------------- |
| 48 kg    | Daw Kay Thin Win · Myanmar | Daw Kay Kyi Than · Myanmar      | Sri Indriyani · Indonesia     |
| 53 kg    | Swe Swe Win · Myanmar      | Raema Lisa Rumbewas · Indonesia | Udomporn Polsak · Thái Lan    |
| 58 kg    | Tanti Pratiwi · Indonesia  | Truong Thi Yen · Việt Nam       | Đoàn Thị Hồng Thơm · Việt Nam |
| 63 kg    | Khin Moe Nwe · Myanmar     | Saipin Detsaeng · Thái Lan      | Dương Thị Ngọc · Việt Nam     |
| 69 kg    | Mya Sanda Do · Myanmar     | Pawina Thongsuk · Thái Lan      | Trần Thị Tài · Việt Nam       |

## Bảng huy chương
| Hạng               | Đoàn               | Vàng | Bạc | Đồng | Tổng số |
| ------------------ | ------------------ | ---- | --- | ---- | ------- |
| 1                  | Indonesia (INA)    | 5    | 4   | 1    | 10      |
| 2                  | Myanmar (MYA)      | 4    | 1   | 0    | 5       |
| 3                  | Thái Lan (THA)     | 3    | 5   | 2    | 10      |
| 4                  | Malaysia (MAS)     | 1    | 1   | 3    | 5       |
| 5                  | Việt Nam (VIE)     | 0    | 2   | 5    | 7       |
| 6                  | Philippines (PHI)  | 0    | 0   | 2    | 2       |
| Tổng số (6 đơn vị) | Tổng số (6 đơn vị) | 13   | 13  | 13   | 39      |